# Viação Vila Real
A Viação Vila Real é uma empresa brasileira de transporte coletivo urbano da cidade do Rio de Janeiro. É uma concessionária municipal filiada ao Rio Ônibus.
Atualmente possui sede na antiga garagem da Transportes Estrela, em Marechal Hermes, e atua ligando os bairros do subúrbio da Zona Norte ao Centro.

## História
Em 1993, Nenê Constantino, dono da Viação Auto Diesel, decide vender a empresa e sua operação, então reparti a mesma em 3 empresas, sendo elas: Viação Auto Diesel, Viação Breda Rio e Viação Vila Real . Assim em 1994, surge a Vila Real, sendo uma empresa cisão da Auto Diesel, e utilizando-se de linhas ex-Auto Diesel, a exemplo da 669 Pavuna × Méier, 778 Pavuna × Cascadura e 908 Guadalupe × Bonsucesso. No mesmo ano de seu surgimento a mesma é adquirida por Jacob Barata , assim se tornando uma empresa do Grupo Guanabara.
Após a padronização imposta pelo poder público municipal em 2010, deixou suas cores originais e adotou a pintura do Consórcio Internorte e suas linhas passam a ter novos números e trajeto, se adequando as novas normas dos Consórcios do Rio de Janeiro . Então suas linhas ficam assim :
• 362 Honório Gurgel × Castelo 
• 378 Marechal Hermes × Castelo 
• 669 Pavuna × Méier
• 773 Pavuna × Cascadura
• 778 Pavuna × Cascadura
• 908 Guadalupe × Bonsucesso 
Em 2018, após a despadronização das empresas de ônibus ser imposta, a Vila Real volta a ter pintura própria, adotando uma pintura em prata, com detalhes em azul e amarelo. Além disso ela começou a participar de diversos POOLs em linhas de ônibus de empresas falidas, como as da antiga Transportes Estrela.
```
[
nota 1
]
[
2
]
```